# توماس ألين (سياسي)
توماس ألين (بالإنجليزية: Thomas Allen) هو سياسي أمريكي، ولد في 26 يوليو 1825 في الولايات المتحدة، وتوفي في 12 ديسمبر 1905 في أوشكوش في الولايات المتحدة. حزبياً، نشط في الحزب الجمهوري. وقد انتخب عضو جمعية ولاية ويسكونسن.